# Tachytrechus greeni
Tachytrechus greeni is een vliegensoort uit de familie van de slankpootvliegen (Dolichopodidae). De wetenschappelijke naam van de soort is voor het eerst geldig gepubliceerd in 1965 door Foote, Coulson, and Robinson.